# 千原○ニアの○○-1GP
『千原○ニアの○○-1GP』（ちはらまるにあのまるまるワングランプリ）は、2017年7月14日からAmazonプライム・ビデオにて配信されているバラエティ番組。YD Creation制作。

## 概要
千原○○ニアの○○-1GPとは毎回違う○○に当てはまるゲストを呼び、○○の1位を決めるバラエティ番組である。
面白いを最優先するあまり「コンプライアンス完全無視」を謳うため、番組名および配信サイトでの出演者名、番組内の出演者テロップも一部伏字となっている。
毎週金曜日に初回配信。

## 出演
- 千原ジュニア

進行

## 配信リスト
出演者名が番組では一部伏字となっているが、ここでは便宜上記述する。
| 回数   | 初回配信回    | 企画                       | ゲスト |
| ------ | ------------- | -------------------------- | --- |
| 第1回  | 2017年7月14日 | 知識聞き出し-1GP           | 岩尾望（フットボールアワー） 小沢一敬（スピードワゴン） 木本武宏（TKO） 椿鬼奴 ナイツ |
| 第2回  | 2017年7月21日 | フルスイング-1GP           | NON STYLE 木本武宏（TKO） くっきー（野性爆弾） 柴田英嗣（アンタッチャブル） 徳井健太（平成ノブシコブシ） 原西孝幸（FUJIWARA） 山本圭壱（極楽とんぼ）                                                                              |
| 第3回  | 2017年7月28日 | 街ヅラ-1GP                 | 岩尾望（フットボールアワー） 藤本敏史（FUJIWARA） 大悟（千鳥） |
| 第4回  | 2017年8月4日  | 怒りの麻婆豆腐ｰ1GP         | 岩尾望（フットボールアワー） 板倉俊之（インパルス） 狩野英孝 木村祐一 木本武宏（TKO） 後藤淳平（ジャルジャル） 柴田英嗣（アンタッチャブル）                                                                                       |
| 第5回  | 2017年8月11日 | コンブライアンス-1GP       | 岩尾望（フットボールアワー） 狩野英孝 木本武宏（TKO） 多田健二（COWCOW） 原西孝幸（FUJIWARA） 吉村崇（平成ノブシコブシ） |
| 第6回  | 2017年8月18日 | 盛りトーク-1GP             | 岩尾望（フットボールアワー） 狩野英孝 木下隆行（TKO） 柴田英嗣（アンタッチャブル） |
| 第7回  | 2017年8月25日 | 恋愛中-1GP                 | 秋山竜次（ロバート） クロちゃん（安田大サーカス） ジャルジャル 吉村崇（平成ノブシコブシ） |
| 第8回  | 2017年9月1日  | 勝手に忠告-1GP             | 岩尾望（フットボールアワー） 狩野英孝 川島明（麒麟） 木村祐一 後藤淳平（ジャルジャル） 多田健二（COWCOW） |
| 第9回  | 2017年9月8日  | モテ男ｰ1GP                 | 岩尾望（フットボールアワー） 後藤淳平（ジャルジャル） 斉藤慎二（ジャングルポケット） 原西孝幸（FUJIWARA） 山本圭壱（極楽とんぼ） 筧美和子 大川藍                                                                                  |
| 第10回 | 2017年9月15日 | 一週間使って○○-1GP         | 【審査員】 ケンドーコバヤシ 竹若元博（バッファロー吾郎） 原西孝幸（FUJIWARA） 【プレゼンター】 井内（ジャズの100枚） おとぎばなし 狩野英孝 川崎場外（ハネムーンベイビー） チャンス大城 橋山メイデン てつみち ロッシー（野性爆弾） |
| 第11回 | 2017年9月22日 | 怖猥談-1GP                 | 植野行雄（デニス） 狩野英孝 久保田和靖（とろサーモン） 河本準一（次長課長） 中川パラダイス（ウーマンラッシュアワー） |
| 第11回 | 2017年9月22日 | 特別編「罰ゲーム-1GP」前編 | 岩尾望（フットボールアワー） ケンドーコバヤシ 原西孝幸（FUJIWARA） |
| 第12回 | 2017年9月29日 | スニーカーを履いた鳩ｰ1GP   | 狩野英孝 ジャルジャル 後藤輝基（フットボールアワー） 河本準一（次長課長） |
| 第12回 | 2017年9月29日 | 特別編「罰ゲーム-1GP」後編 | 岩尾望（フットボールアワー） ケンドーコバヤシ 原西孝幸（FUJIWARA） |

## スタッフ
- ナレーター – のりゆきくん
- 構成 – 遠藤敬、鈴木功治、玉置高幸
- ディレクター – 阿部和孝、荒井勇輔
- CG – 榛葉大介
- 美術プロデューサー – 服部孝志
- 技術協力 – imagica、fmt
- プロデューサー – 家永洋、森俊和、緒方夏子
- 演出 – 西田賢
- チーフプロデューサー – 山地克明、神夏磯秀
- 制作協力 – スタッフラビ
- 制作 – 吉本興業
- 制作著作 – YD Creation